# Порт-Лейден (Нью-Йорк)
Порт-Лейден (англ. Port Leyden) — селище (англ. village) в США, в окрузі Льюїс штату Нью-Йорк. Населення — 554 особи (2020).

## Географія
Порт-Лейден розташований за координатами 43°35′7″ пн. ш. 75°20′29″ зх. д. / 43.58528° пн. ш. 75.34139° зх. д. (43.585400, -75.341412).  За даними Бюро перепису населення США в 2010 році селище мало площу 1,70 км², з яких 1,59 км² — суходіл та 0,11 км² — водойми.

## Демографія
Згідно з переписом 2010 року, у селищі мешкали 672 особи в 271 домогосподарстві у складі 167 родин. Густота населення становила 395 осіб/км².  Було 288 помешкань (169/км²).
Расовий склад населення:
| - 98,2 % — білих - 1,0 % — чорних або афроамериканців |

До двох чи більше рас належало 0,4 %. Частка іспаномовних становила 0,3 % від усіх жителів.
За віковим діапазоном населення розподілялося таким чином: 26,5 % — особи молодші 18 років, 57,6 % — особи у віці 18—64 років, 15,9 % — особи у віці 65 років та старші. Медіана віку мешканця становила 37,3 року. На 100 осіб жіночої статі у селищі припадало 92,0 чоловіків;  на 100 жінок у віці від 18 років та старших — 97,6 чоловіків також старших 18 років.
Середній дохід на одне домашнє господарство  становив 41 956 доларів США (медіана — 30 735), а середній дохід на одну сім'ю — 48 555 доларів (медіана — 44 821). За межею бідності перебувало 26,2 % осіб, у тому числі 30,8 % дітей у віці до 18 років та 12,8 % осіб у віці 65 років та старших.
Цивільне працевлаштоване населення становило 278 осіб. Основні галузі зайнятості: освіта, охорона здоров'я та соціальна допомога — 32,4 %, роздрібна торгівля — 18,7 %, виробництво — 12,6 %.